# Prisma òptic
Un prisma òptic és un instrument òptic capaç de refractar, reflectir i descompondre la llum en els colors de l'arc de Sant Martí. Generalment, aquests objectes tenen la forma d'un prisma, d'aquí el seu nom.
D'acord amb la llei de Snell, quan la llum passa de l'aire al vidre del prisma disminueix la seva velocitat, desviant la seva trajectòria i formant un angle respecte a la interfase. Com a conseqüència, es reflecteix o es refracta la llum. L'angle d'incidència del feix de llum i els índexs de refracció del prisma i l'aire determinen la quantitat de llum que serà reflectida, la quantitat que serà refractada o si succeirà exclusivament alguna de les dues coses.
1. Els prismes reflectius són els que únicament reflecteixen la llum, com són més fàcils d'elaborar que els miralls, s'utilitzen en instruments òptics com els prismàtics, els monoculars i altres.
2. Els prismes dispersiu són usats per a descompondre la llum en l'espectre de l'arc de Sant Martí, perquè l'índex de refracció depèn de la freqüència; la llum blanca entrant al prisma és una barreja de diferents freqüències i cada una es desvia de manera diferent. La llum blava és disminuïda a menor velocitat que la llum vermella.
3. Els prismes polaritzants separen cada feix de llum en components de variant polarització.

- Prisma.
- Descomposició de la llum en travessar un prisma.
- Descomposició i reflexió de la llum en travessar un prisma (Per Spigget)

## Història

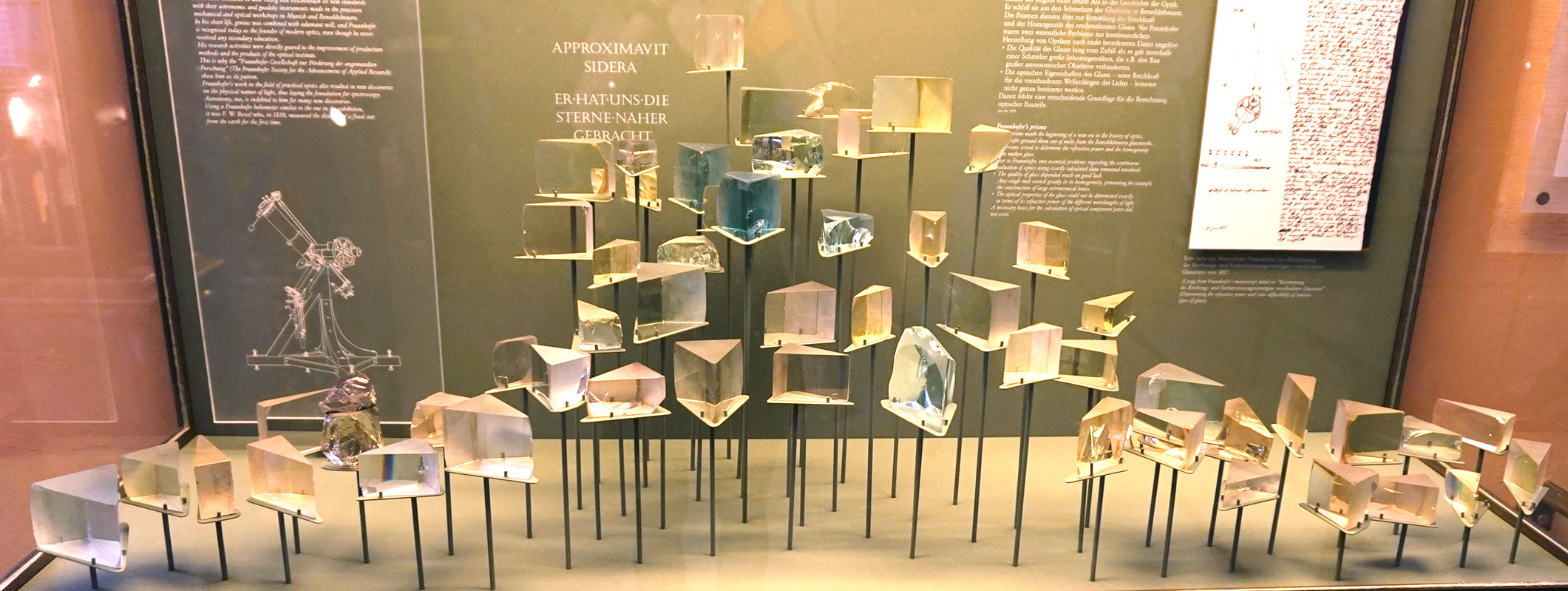
Els prismes utilitzats per Fraunhofer per descobrir i comptar les línies Fraunhofer, que des de llavors s'han utilitzat com a longituds d'ona de referència.

Anomenat vitrum trigonum des de l'Antiga Roma, es diu que un relat de Plini el Vell esmenta la seva existència en un passatge que tracta d'un vidre tallat en prisma capaç de transformar la llum del sol en l'arc de Sant Martí. La fabricació de perles de vidre prismàtiques en aquesta època va ser testimoniada especialment al jaciment de Ban Don Ta Phet (tailandès บ้านดอนตาเพชร), un lloc arqueològic de l'Edat de Ferro al districte (Amphoe) Phanom Thuan de la província de Kanchanaburi, a Tailàndia. Aquestes perles, transparents o translúcides, es tallen deliberadament en forma de prismes similars als cristalls naturals amb una base triangular o hexagonal per exemple. L'existència de prismes o elements semblants també és testimoniada per Sèneca que esmenta a les seves Questions naturæ unes varetes de vidre que s'utilitzen per transformar la llum en un arc de Sant Martí, prismes que haurien estat molt utilitzats en la seva època. Sèneca, però, atribueix en aquest moment els colors de l'arc de Sant Martí a falsos colors fugaços com els reflexos iridescents de les plomes de colom. El 1275, Witelo va reproduir aquest fenomen omplint d'aigua un prisma hexagonal; en passar la llum a través d'ell, la llum es trenca.

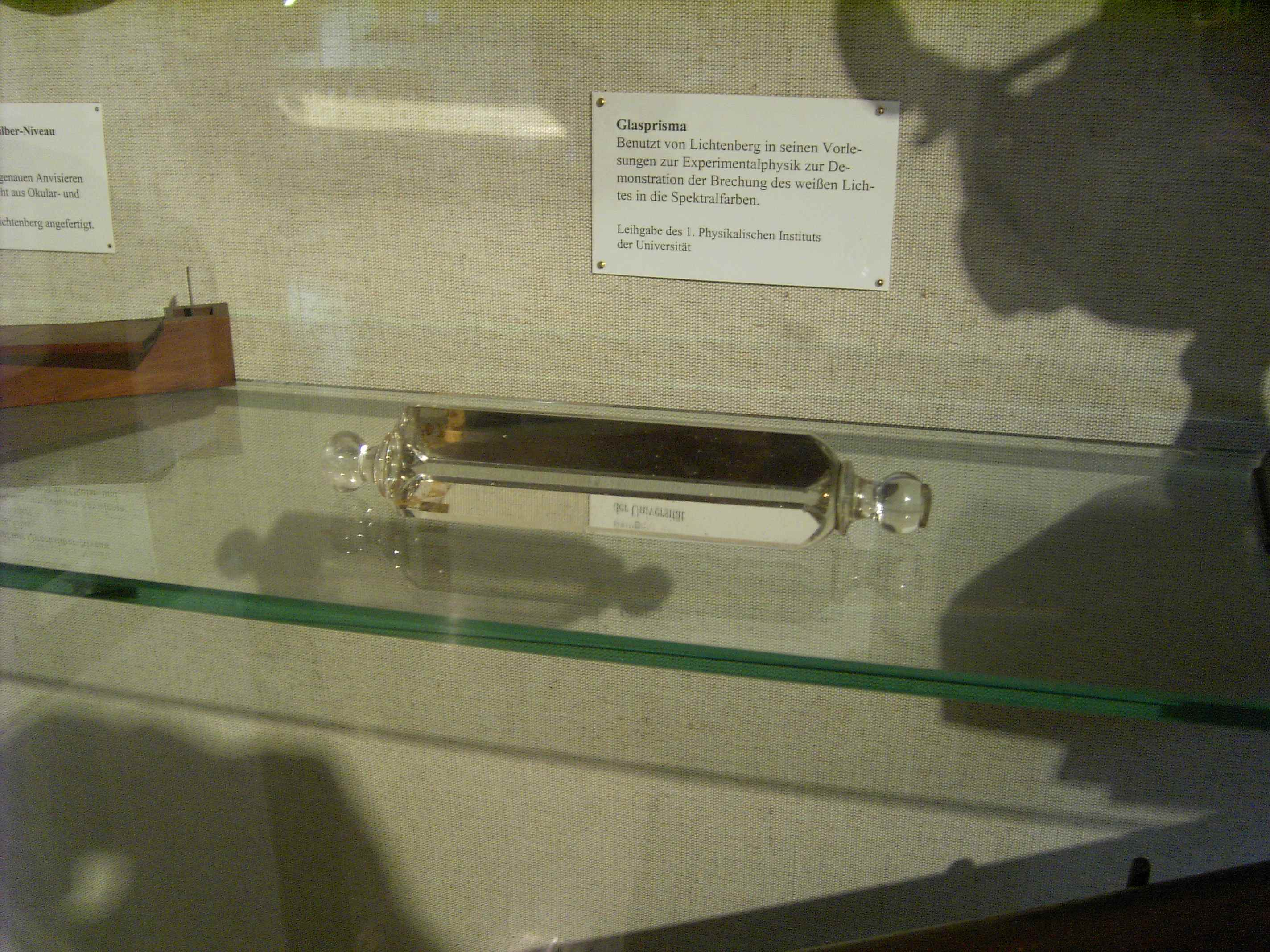
Un prisma del (Museu de la Ciència de la Universitat de Göttingen).

Tot i que el prisma es coneix des de fa molt de temps, encara no s'explica la "transformació" de la llum solar en diversos colors i els colors es consideraven fins al segle xvii com a mescles d'ombra i llum o com la barreja de partícules de la superfície d'objectes amb partícules de llum. No va ser fins als experiments d'Isaac Newton, que pretenia entendre la deformació del feix deixant el prisma en lloc d'interessar-se pels colors, que es va entendre la descomposició de l'espectre. El feix ovalat està distorsionat, cosa que xoca amb les lleis de refracció llavors conegudes: l'índex de refracció es considerava únic i específic del medi que modificava la llum. Newton va demostrar a través dels seus experiments que no és el prisma el que modifica la llum sinó les propietats del material que són diferents per als colors.
L'ús creixent de prismes és concomitant amb el descobriment del fenomen de la dispersió de la llum blanca i la comprensió que es compon d'un continu de colors. També és gràcies a aquesta experiència amb prismes que vam entendre la naturalesa inevitable de les aberracions cromàtiques als telescopis. Des de principis del segle xix, les investigacions sobre l'èter es van fer cada cop més nombroses, i es van multiplicar els experiments destinats a demostrar la seva existència. El 1810, François Arago va intentar observar la diferència de velocitat de les ones de llum a l'èter gràcies a la desviació dels raigs estel·lars en un prisma a diferents moments del dia. Aquest experiment va ser reinterpretat per Augustin Fresnel que va deduir que l'èter pateix un arrossegament parcial en medis refractius com el del prisma. Un segle de recerca va acabar en tot cas amb l'abandonament de la teoria de l'èter.

## Geometria
Un prisma en òptica es defineix pel seu "angle d'obertura": un prisma de 30° té un angle d'àpex tal. Aquest vèrtex és l'aresta principal del prisma, que es forma per la intersecció de dues de les cares del prisma. En un prisma de base triangular, la tercera cara s'anomena "base" i només es produeix en el cas dels prismes de reflexió total.

### Prismes de sostre
Els prismes de sostre són prismes on una de les cares no és plana sinó tallada en un “sostre”, és a dir, un angle recte. Es poden utilitzar per invertir la imatge formada pel prisma, orientant-se aquesta nova vora al llarg de l'eix de simetria desitjat per a la inversió de la imatge.

### Pentaprisma

Pentaprisme.

El pentaprisma és un prisma complex. S'utilitza principalment en fotografia en Càmeres SLR amb un visor òptic per capgirar la imatge abans de transmetre-la al visor òptic. El primer fabricant que en va utilitzar el 1957 va ser Pentax.

## Tipus
- Els prismes reflectants són els que únicament reflecteixen la llum. Com que són més fàcils d'elaborar que els miralls, s'utilitzen en instruments òptics com els prismàtics, els monoculars i altres.
- Els prismes dispersius són usats per descompondre la llum a l'espectre de l'arc de Sant Martí, perquè l'índex de refracció depèn de la longitud d'ona (vegeu dispersió); la llum blanca entrant al prisma és una barreja de diferents longituds d'ona i cadascuna es desvia de manera diferent. La llum blava és disminuïda a menor velocitat que la llum vermella.
- Els prismes polaritzadors separen cada feix de llum en components de variant de polarització.

### Reflectants
Els prismes reflectants s'utilitzen per reflectir la llum, per tal de voltejar, invertir, girar, desviar o desplaçar el feix de llum. Solen utilitzar-se per erigir la imatge als binoculars o a les càmeres rèflex d'un sol objectiu; sense els prismes, la imatge quedaria al revés per a l'usuari.
Els prismes reflectors, que solen estar fets de vidre òptic pur, utilitzen la reflexió total interna per aconseguir una reflectivitat gairebé perfecta en les seves facetes en què incideix la llum sota un angle oblic prou alt. En combinació amb el revestiment antireflectant de les facetes d'entrada i sortida, això condueix a una pèrdua de llum d'un ordre de magnitud inferior a la que tenen els miralls metàl·lics habituals.
- Nombre de reflexions, la imatge es projecta com voltejada (espillada)
  - Reflector de prisma triangular, projecta la imatge lateralment (la dispersió cromàtica és nul·la en cas d'incidència perpendicular d'entrada i sortida)
  - Pentaprisma de sostre projecta la imatge lateralment voltejada al llarg de l'altre eix
  - Prisma de Dove projecta la imatge cap endavant
  - Retroreflector de cantonada de cub projecta la imatge cap enrere

- Igual nombre de reflexions, la imatge es projecta cap amunt (sense canvi de mà; pot o no girar)
  - Prisma de Porro projecta la imatge cap enrere i desplaçada
  - Prisma de Perger-Porro
  - Prisma de Porro-Abbe projecta la imatge cap endavant, girada 180° i desplaçada
  - Prisma Abbe-Koenig projecta la imatge cap endavant, girada 180° i col·lineal (4 reflexions internes [2 reflexions són a les planes del sostre])
  - Prisma Bauernfeind projecta la imatge lateralment (inclinada 45°)
  - Prisma de sostre Amici projecta la imatge lateralment
  - Pentaprisma projecta la imatge lateralment
  - Prisma Schmidt-Pechan projecta la imatge cap endavant, girada en 180° (6 reflexions [2 reflexions són a les planes del sostre]; compost per la part Bauernfeind i la part Schmidt)
  - Prisma Uppendahl projecta la imatge cap endavant, girada en 180° i col·lineal (6 reflexos [2 reflexos són a les planes del sostre]); compost per 3 prismes cimentats)

### Dispersius

Comparació dels espectres obtinguts d'una reixeta de difracció per difracció (1) i un prisma per refracció (2). Les longituds d'ona més llargues (vermell) es difracten més, però es refracten menys que les longituds d'ona més curtes (violeta).

Els prismes dispersius s'utilitzen per dividir la llum en els colors espectrals que la componen, ja que l'índex de refracció depèn de la freqüència; la llum blanca que entra al prisma és una barreja de diferents freqüències, cadascuna de les quals es desvia de forma lleugerament diferent. La llum blava és més lenta que la vermella i, per tant, es doblegarà més que aquesta.
- Prisma triangular
- Prisma d'Amici i altres tipus de prisma compost
- Prisma de Littrow amb mirall a la faceta posterior
- Prisma de Pellin-Broca
- Prisma d'Abbe
- Grisma, un prisma dispersiu amb una reixeta de difracció a la superfície
- Prisma de Féry

La dispersió espectral és la propietat més coneguda dels prismes òptics, encara que no és el propòsit més freqüent d'utilitzar prismes òptics a la pràctica.

### Divisió del feix
Es poden dipositar diverses capes de pel·lícules primes a la hipotenusa d'un prisma en angle recte, i cimentar-les a un altre prisma per formar un cub separador de feixos.
El rendiment òptic global d'aquesta galleda ve determinat per la fina pel·lícula.
En comparació amb un substrat de vidre habitual, el cub de vidre proporciona una protecció de la capa fina pels dos costats i una major estabilitat mecànica. El cub també pot eliminar els efectes d'etaló, la reflexió lateral i la lleugera desviació del feix.
- Filtre de color dicroic formen un prisma dicroic
- Els divisors de feix cúbics polaritzants tenen una relació d'extinció menor que els birrefringents, però són menys costosos
- Els miralls parcialment metal·litzats proporcionen divisors de feix no polaritzants
- Espai d'aire - Quan les hipotenuses de dos prismes triangulars s'apilen molt a prop una de l'altra amb espai d'aire, reflexió total interna frustrada en un prisma fa possible acoblar part de la radiació a una ona de propagació al segon prisma. La potència transmesa cau exponencialment amb l'amplada de l'escletxa, per la qual cosa es pot sintonitzar en molts ordres de magnitud mitjançant un cargol micromètric.

### Polaritzador
Una altra classe és la formada pels prismes polaritzadors que utilitzen la birefringència per dividir un feix de llum en components de diferent polarització. A les regions visibles i ultraviolada, tenen pèrdues molt baixes i la seva relació d'extinció sol ser superior a {\displaystyle 10^{5}:1}, el que és superior a altres tipus de polaritzadors. Poden o no emprar la reflexió interna total;
- Una polarització se separa per reflexió interna total:
  - Prisma de Nicol
  - Prisma de Glan-Foucault
  - Prisma de Glan-Taylor, una variant d'alta potència que també es denota com a prisma Glan-làser
  - Prisma de Glan-Thompson

- Una polarització es desvia només per la refracció diferent:
  - Prisma de Rochon
  - Prisma de Sénarmont

- Ambdues polaritzacions es desvien per refracció:
  - Prisma de Wollaston
  - Prisma de Nomarski - una variant del prisma de Wollaston amb avantatges en microscòpia.

- Les dues polaritzacions romanen paral·leles, però estan separades espacialment:
  - Desplaçadors del feix de polarització, típicament fets d'un gruixut vidre anisotròpic amb facetes paral·leles al pla.

Solen estar fets d'un material cristal·lí birrefringent com la calcita, però altres materials com el quars i el borat de bari beta α-BBO poden ser necessaris per a aplicacions UV, i altres (MgF2, YVO4 i TiO2 ampliaran la transmissió fins al rang espectral de l'infraroig.

### Depolaritzador
Els vidres birrefringents també es poden acoblar de manera que es produeixi una despolarització aparent de la llum.
- Depolaritzador de Cornu
- Depolaritzador de Lyot

Observeu que la despolarització no s'observaria per a una ona plana monocromàtica ideal, ja que en realitat ambdós dispositius converteixen la reducció de la coherència temporal o la coherència espacial, respectivament, del feix en descoherència dels seus components de polarització.

### Altres
No obstant això, els prismes fets de material isotròpic com el vidre també alteraran la polarització de la llum, ja que reflexió parcial sota angles oblics no manté la relació d'amplitud (ni la fase) de les components s- i p-polaritzades de la llum, la qual cosa porta a una polarització el·líptica general. Aquest és generalment un efecte no desitjat dels prismes dispersius. En alguns casos es pot evitar escollint una geometria de prisma on la llum entri i surti sota un angle perpendicular, mitjançant la compensació a través d'una trajectòria de llum no plana, o mitjançant l'ús de llum p-polaritzada.
La reflexió total interna només altera la fase mútua entre la llum polaritzada s i p. Sota un angle d'incidència ben triat, aquesta fase és propera a {\displaystyle \pi /4}.
- Rombe de Fresnel utilitza aquest efecte per aconseguir la conversió entre la polarització circular i la lineal. Aquesta diferència de fase no depèn explícitament de la longitud d'ona, sinó només de l'índex de refracció, per la qual cosa els rombes de Fresnel fabricats amb vidres de baixa dispersió aconsegueixen un rang espectral molt més ampli que les plaques d'una cambra d'ona. No obstant, desplacen el feix.
- El rombe de Fresnel doble, amb reflexió quàdruple i desplaçament zero del feix, substitueix una placa de mitja ona.
- També es pot utilitzar un efecte similar per fer una òptica que mantingui la polarització.